# Weight of the World
"Weight of the World" je peti singl s albuma The Open Door rock sastava Evanescence namijenjen je samo kao promotivni singl u Kolumbiji, slično kao i "Imaginary" s albuma Fallen.